# Convoi no 4 du 18 août 1942
Le convoi du 18 août 1942 fut le quatrième convoi de déportation à quitter le territoire belge en direction d'Auschwitz-Birkenau
La majeure partie de ce convoi était constituée des personnes arrêtées le 15 août 1942 lors de la rafle conduite par des policiers anversois.
Le train comportait 999 déportés dont près d'un tiers était des enfants (287). Le convoi IV fut le seul dont personne ne revint. Parmi les victimes, Loup Bernard Staszewski (1931 - 1942), 11 ans.
Élisabeth Orcher et Salomon Karolinski firent également partie de ce convoi. Arrêtés sur dénonciation au petit matin du 18 août 1942, ils furent conduits à Malines où il rejoignirent le convoi IV. Élisabeth est tuée à son arrivée, le 20 août 1942, Salomon mourra un mois plus tard, le 25 septembre 1942. Deux "Pavés de mémoire" à leur souvenir seront inaugurés le 13 mai 2009 au 40 de la Rue Vondel à Schaerbeek où ils résidaient.